# 4344 Buxtehude
4344 Buxtehude eller 1988 CR1 är en asteroid i huvudbältet som upptäcktes den 11 februari 1988 av den belgiske astronomen Eric W. Elst vid La Silla-observatoriet. Den är uppkallad efter den dansk-tysk kompositören och organisten Dietrich Buxtehude.
Asteroiden har en diameter på ungefär 15 kilometer och den tillhör asteroidgruppen Themis.